# June Griffith
June Marcia Griffith, po mężu Collison (ur. 16 czerwca 1957) – gujańska lekkoatletka, sprinterka i specjalistka skoku w dal, medalistka igrzysk panamerykańskich i igrzysk Wspólnoty Narodów, olimpijka.

## Kariera sportowa
Zdobyła brązowy medal w skoku w dal, przegrywając jedynie z Sue Reeve z Anglii i Ericą Hooker z Australii na igrzyskach Wspólnoty Narodów w 1978 w Edmonton. Na tych samych igrzyskach zajęła 5. miejsce w finale biegu a 400 metrów i odpadła w półfinale biegu na 200 metrów. Na igrzyskach panamerykańskich w 1979 w San Juan zdobyła srebrny medal w biegu na 400 metrów, rozdzielając Amerykanki Sharon Dabney i Patricię Jackson. Startując w reprezentacji Ameryk zajęła 5. miejsce w sztafecie 4 × 400 metrów w zawodach pucharu świata w 1979 w Montrealu W kolejnych zawodach pucharu świata w 1981 w Rzymie zajęła w tej konkurencji 3. miejscxe.
Zwyciężyła w biegu na 400 metrów na igrzyskach Ameryki Środkowej i Karaibów w 1982 w Hawanie. Zajęła 8. miejsce w finale biegu na 400 metrów na igrzyskach Wspólnoty Narodów w 1982 w Brisbane. Odpadła w ćwierćfinale tej konkurencji na mistrzostwach świata w 1983 w Helsinkach, a na igrzyskach panamerykańskich w 1983 w Winnipeg zajęła 5. miejsce na tym dystansie. Odpadła w półfinale biegu na 400 metrów na igrzyskach olimpijskich w 1984 w Los Angeles.

## Rekordy życiowe
Rekordy życiowe Griffith:
- bieg na 400 metrów – 51,37 s (19 maja 1979, Durham)
- skok w dal – 6,52 cm (11 sierpnia 1978, Edmonton)

## Rodzina
Jej syn Darren Collison (ur. 1987) był koszykarzem grającym w lidze NBA.